# 水底トンネル

オーレスン・リンクのトンネル断面

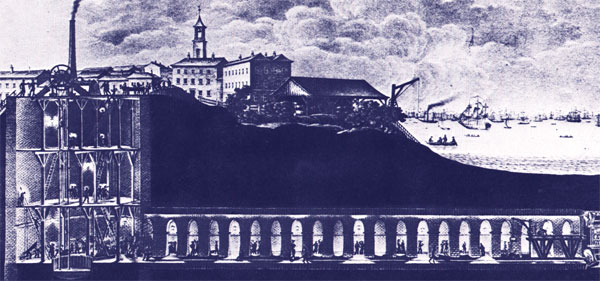
テムズ川をくぐるテムズトンネル

水底トンネル（すいていトンネル）は、川や運河、海などの水域の底をくぐって建設されたトンネルである。水底トンネルのうち、海をくぐるものを特に海底トンネル（かいていトンネル）という。

## 特徴
水底トンネルは川や海などの水域を渡って対岸と連絡するためのものであることから、建設にあたっては橋との得失が検討される。
船舶が航行する場所に橋を架けるためには、船舶航行の障害となる橋脚の数を減らし、満潮時でもマストが橋桁に衝突しないように桁下の高さを十分高くしなければならない。このために高く径間の長い橋となりアプローチも長くなって、工費が極めて高額となり、トンネルが選ばれる理由となる。関門鉄道トンネルの建設時に比較された橋梁案では、当時建造中であった日本海軍の戦艦「扶桑」の水面上高さが64メートルあり、これを通し得るためにはレール面の海面上高さは76メートルとなり、この高さまで毎回列車を昇降させなければならないことが、運転上永続する大きな損失であるとされた。
ただし、船舶の航行上の問題に関しては可動橋を用いる手もある。しかし橋を採用した場合、荒天時に通行が難しいという問題がある。また、建設後に通行する車両の重量が増加すると、橋では強度が問題となるが、トンネルでは特に問題がない。橋の建設時に橋の部材を落としてしまう事故を起こすことがあるが、水深によっては落とした部材が航行の障害となり、回収するのも困難という事態を引き起こし得る。鋼製の橋は、塗装の塗り替えが必要であり、イギリスのフォース鉄道橋では専属の塗装工が端から塗装を行っていって全部を終えるのに3年かかり、その頃にはまた最初の方は塗装が必要になるという状況であり、英語では終わらない仕事の例えとして"be like painting the Forth Bridge"（「フォース橋にペンキを塗る」）という言い回しがある。軍事的には、橋は空襲に弱いが、トンネルではそうした問題がないという観点もある。
また、神奈川県川崎市において千鳥町と東扇島を結び川崎港に掘られた川崎港海底トンネルでは、航路を航行する船舶に対応するために要求される桁下高さを満足させる橋を架けると、近隣の東京国際空港（羽田空港）に伴う高度制限に抵触するという理由で、トンネル案が選ばれた。羽田空港に近接する首都高速1号羽田線の羽田トンネルも同様の理由であり、橋に比べてトンネルは約3倍の工費がかかると見込まれたが、トンネル以外の選択肢はないとされた。
道路に用いる場合は、単位延長当たりの建設費や保守運営の費用は、トンネルより橋の方が一般的には安くなる。したがって道路用の水底トンネルは、トンネルを選ばなければならない理由があるときに限られ、そのために大都市近郊に多く建設されている。一方、鉄道の場合はトンネルと橋では建設費が大きく変わらない。このため、道路トンネルに比べると採用例が多くなるが、やはり大都市近郊に採用例が多い。
道路を通すトンネルで特に問題となるのは換気であり、長大なトンネルでは特に、所定の交通量に対して必要な新鮮な空気を供給し、汚染された空気を排出するためにトンネルの断面を大きくして入気・排気ダクトを設けなければならず、換気ファンにも多大な動力を必要とする。これに対して鉄道用では、電気鉄道を前提とする限り、列車の走行に伴う自然換気で十分であり、特段の換気設備を設ける必要がない。同じ断面積のトンネルで提供可能な輸送力でも鉄道の方が上回り、一般に鉄道の方がトンネルでは有利となる。
山岳トンネルと異なる水底トンネルの特徴としては、湧水の処理がある。山岳トンネルでも湧水は大きな問題であるが、十分な排水を行えば、山体内に貯留されている水がはけるにつれて湧水量が減少していくことが期待できる。また山岳トンネルの縦断勾配では、自然流下での排水を期待できることが多い。これに対して水底トンネルでは、その縦断勾配上ポンプで揚水する以外に排水の方法がない上に、水の供給源はほぼ無限である。水の通り道に土砂が詰まって自然に水の流入が止まってしまう場合もあるが、逆に水の流入に伴って次第に通り道が拡大されてしまう場合には、水の流入量がポンプの能力を上回り、やがて工事の続行が不可能となってしまう。このため、諸般の工法を用いて湧水を止めなければならない。

### 備考
日本では、道路に用いられる水底トンネルは道路法の規定等により、危険物を積載する車両（タンクローリーなど）は通行が禁止されている。
ただし、琵琶湖疏水の下を通る阪神高速元8号線（現・新十条通）の稲荷山トンネルなどのように、水底トンネルに該当する場合であっても、審議の結果、危険物を積載する車両の通行を規制されない物件も存在する。

## 工法
水底トンネルの工法はいくつかに分類されるが、おおむね以下の3つの工法が挙げられる。

### 通常工法
裸掘式とも呼び、通常の山岳トンネルと同様に水底下を横に掘削していく方法で、湧水はポンプでくみ上げる。古くから用いられてきた方法で、施工が可能な場所ではより新しい工法が登場してからも用いられた。湧水が激しいときは、いったんトンネル内を水で満たしてしまい、トンネル上にあたる水底に粘土を投げ込んで突き固め、粘土層を築いてトンネル内への湧水を減少させるという方策が採られることがある。イギリスのセヴァーン川河口に建設されたセヴァーントンネルは通常工法で建設された例であるが、このトンネルは建設に要した15年中、3年間は水没しており、潜水道具も未発達な建設当時は建設関係者は浸水対策に大変な苦労をした。

### シールド工法

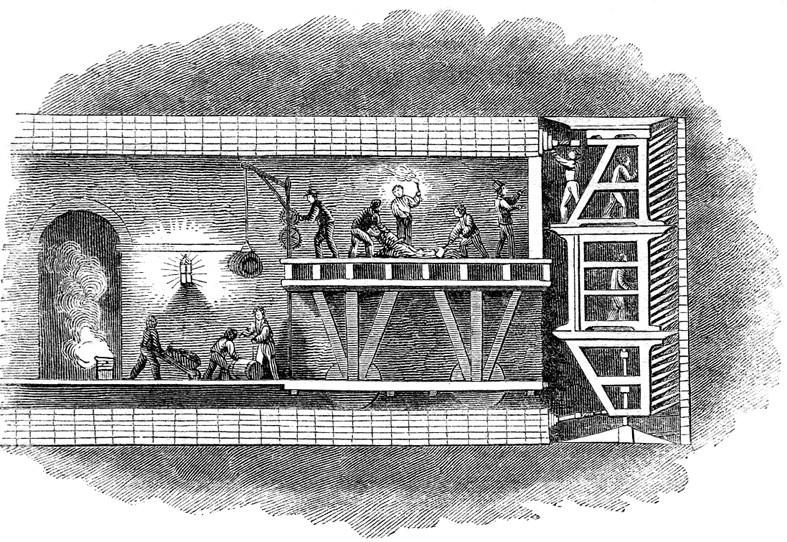
シールド工法を用いたテムズトンネルの施工

シールド工法は、マーク・イザムバード・ブルネルが1825年に着工し1843年に完成させた、ロンドンのテムズ川の河底を掘り抜いたテムズトンネルに際して初めて用いられた。シールド工法は、掘削面（切羽）を小さな区画に分けることで崩壊の危険を減らそうという発想から生まれたもので、トンネルの天井や壁面などの全体を支える円形の外郭（シールド）を設置して天井や壁面の崩壊を防ぎ、シールドの中に作業員が入れる区画をいくつか設け、実際に掘削する部分だけ掘削面を抑える鏡板を取り除いて掘削作業を行い、掘削しない時は鏡板で抑えて切羽からの崩壊を防ぐ。そしてある程度掘削が進むと、シールド自体をジャッキの力で前進させて、既存のトンネル区間とシールドの間に空いた隙間に覆工を行うという工法である。常に大きな掘削面が露出することがなくなって崩壊の危険性を大幅に少なくすることができた。
さらにジェームズ・グレートヘッドがシールドを大幅に改良し、1887年にシティ・アンド・サウス・ロンドン鉄道を建設した際にはシールドに圧気工法を組み合わせた。湧水の圧力と同じ空気圧を建設現場にかけることで、地下水が湧くのを止められ、湧水のほとんどない環境で工事を行うことができるようになった。20世紀に入ると、後述の沈埋工法が水底トンネルの建設に広く用いられるようになり、シールド工法は水底トンネルよりはむしろ陸地の帯水層や軟岩層においてトンネルを建設するために用いられるようになった。

### 沈埋工法

沈埋トンネルの断面の模式図

沈埋工法は、トンネルエレメントと呼ばれるトンネルを構成する円筒あるいは箱状の構造物を陸上で造っておき、これを水に浮かべて曳航してトンネル建設現場へ運び、あらかじめ水底に掘削しておいた溝の中にエレメントを沈めて、複数のエレメント同士をつなぎ合わせて内部の水を排出してトンネルを完成させる工法である。1894年に、アメリカ合衆国のボストンにおいて、シャーリー・ガット・サイフォンという下水を通すためのトンネルを建設するために用いたのが最初の沈埋工法の例である。鉄道用の沈埋トンネルは、1910年のデトロイト川をくぐるミシガン・セントラル鉄道トンネルが最初のものである。
沈埋トンネルは、エレメント同士の接続に多少の潜水作業を必要とするが、シールド工法で必要とされるような、費用がかかって作業員の健康によくない圧気中の作業を必要としないという利点があり、沈埋工法の採用に不利な条件がある場合以外では、シールド工法に比べて安価に建設できる。1988年時点の統計では、沈埋トンネルは世界に67本存在していた。
この他に、水域を囲い堰で囲って水を抜いて水底を露出させ、溝を掘って中にトンネルを構築してから埋め戻す、開削工法を採った例もある。

## 歴史
記録上のもっとも古い水底トンネルは、紀元前2180年から2160年頃に建設されたと推定されている、バビロンのユーフラテス川河底トンネルである。宮殿から対岸のジュピターの殿堂まで通じるもので、宗教上の目的を持っていたものと推定されている。幅4.5メートル、高さ3.6メートルの断面で、全長は約900メートルあり、このうち約180メートルが河底にあった。水量が減少する乾季に、川の水を仮水路で他へ導いておいて、河底を露出させて溝を掘り下げ、その中に煉瓦を積んでトンネルを構築し埋め戻す方法で造られた。このトンネルは水底トンネルとしてだけでなく、トンネル自体としても記録に残る最古のものであるとされており、実際に建設されたことはほぼ間違いないとされているが、その跡は発見されていない。
近代における最初の水底トンネルはイギリスのテムズ川に掘られた、テムズトンネルである。最初の計画は1798年に始まったが、この時は立坑の掘削に失敗して実現しなかった。1807年にも着工されたが、残り21メートルまで掘り進めながら断念に追い込まれた。最終的に1825年に着工されたものが、シールド工法を用いることで1843年に完成に漕ぎ着けることができた。このトンネルは、前後の取付道路を整備しなかったために、歩行者に利用される程度で長らく利用が低迷していたが、1866年に鉄道トンネルに転用された。さらに1886年2月開通のマージー鉄道トンネル（マージー川）、1886年12月開通のセヴァーントンネル（セヴァーン川）とイギリス各地で河底トンネルが掘られたが、この2本のトンネルはいずれも従来工法によるものであった。
1887年にシティ・アンド・サウス・ロンドン鉄道を建設した際にシールド工法に圧気工法が組み合わせられ、軟弱な帯水層へのトンネル掘削が可能となった。こうしたシールド工法はアメリカに渡り、19世紀末から20世紀初頭にかけて発展して、ニューヨークにおいて鉄道や道路を通すための水底トンネルが次々に掘られることになった。また沈埋工法は1894年のボストンで下水用のシャーリー・ガット・サイフォンが開通したことに始まり、1910年には鉄道用のミシガン・セントラル鉄道トンネルが開通した。
アジアで初めての水底トンネルは、大韓民国の慶尚南道統営市にある統営海底トンネルである。このトンネルは日本統治時代の1932年に開通したことから、終戦直後までは日本領（外地）だったため、日本初の水底トンネルでもあった。
日本本土（内地）で初めてにして、現在の日本領で最古の水底トンネルは関門鉄道トンネルであり、下り線は1942年に、上り線は1944年に開通した。このトンネルは、世界で初めての海底トンネルであると触れられることがあるが、ニューヨークのイースト川（river）は名前に川と付くものの実際には海峡であり、イースト川をくぐるトンネルはジョレールモン・ストリート・トンネルなどそれ以前から存在する。
1988年には津軽海峡をくぐる青函トンネルが開通し、1994年には英仏海峡をくぐる英仏海峡トンネルが開通した。青函トンネルは全長53.85キロメートルで、そのうち海底部分は23.3キロメートルであり、英仏海峡トンネルは全長50.5キロメートルで、そのうち海底部分は37.9キロメートルとなっている。